# آن هولينغسوررث وارتون
آن هولينغسوررث وارتون (بالإنجليزية: Anne Hollingsworth Wharton)‏ هي كاتبة سير وكاتِبة ومؤرخة أمريكية، ولدت في 15 ديسمبر 1845، وتوفيت في 29 يوليو 1928.